# Natanite
La natanite (simbolo IMA: Ntn) è un minerale piuttosto raro del supergruppo della perovskite, all'interno del quale viene collocato nel gruppo delle perovskiti non stechiometriche e da lì al sottogruppo della schoenfliesite; appartiene alla famiglia minerale degli "ossidi e idrossidi" e possiede composizione chimica Fe2+Sn4+(OH)6.

## Etimologia e storia
La natanite è stata chiamata in questo modo per onorare Natan (Anatoly) Il'ich Ginzburg (Натан (Анатолий) Ильич Гинзбург, 1917 - 1984), mineralogista e geologo presso l'"Istituto di ricerca dell'Unione sulle risorse minerarie" di Mosca, che si occupò di ricerca e studi sui minerali di stagno.

## Classificazione
Nella classica nona edizione della sistematica dei minerali di Strunz, aggiornata dall'Associazione Mineralogica Internazionale (IMA) nel 2009, elenca la natanite nella classe "4. Ossidi (idrossidi, V[5,6] vanadati, arseniti, antimoniti, bismutiti, solfiti, seleniti, telluriti, iodati)" e nella sottoclasse "4.F Idrossidi (senza V od U)"; questa viene ulteriormente suddivisa in base alla struttura del minerale, in modo tale da trovare la natanite nella sezione "4.FC Idrossidi con OH, senza H2O; ottaedri che condividono un vertice" dove insieme a burtite, mushistonite, schoenfliesite, vismirnovite e wickmanite forma il sistema nº 4.FC.10.
Tale classificazione rimane invariata anche nell'edizione successiva, proseguita dal database "mindat.org" e chiamata Classificazione Strunz-mindat.
Nella Sistematica dei lapis (Lapis-Systematik) di Stefan Weiß la natanite si trova nella classe degli "ossidi" e da lì nella sottoclasse degli "idrossidi e idrati ossidici (ossidi contenenti acqua con struttura stratificata)" dove forma il "gruppo della schoenfliesite" insieme a schoenfliesite, burtite, wickmanite, mushistonite e vismirnovite con il sistema nº IV/F.16.
Anche nella classificazione dei minerali secondo Dana, usata principalmente nel mondo anglosassone, la natanite viene elencata nella famiglia degli "ossidi e idrossidi" dove si trova nella classe degli "idrossidi e ossidi contenenti idrossidi con gruppi (OH)3 o (OH)6"; qui forma il "gruppo della wickmanite" (cubico o trigonale, con cationi 2+ e Sn)" con il numero di sistema 06.03.06 con wickmanite, schoenfliesite, mushistonite, vismirnovite e burtite.

## Abito cristallino
La natanite cristallizza nel sistema cubico con il gruppo spaziale Pn3m (gruppo nº 224) con le costanti di reticolo a = 7,69(1) Å, oltre ad avere 4 unità di formula per cella unitaria.

## Origine e giacitura
La natanite nasce dall'ossidazione di precedenti solfuri di stagno nei depositi stessi di stagno, dove è in paragenesi con diversi minerali a seconda del sito di ritrovamento: azzurrite, goethite, malachite, stannite e vismirnovite (per campioni provenienti dal deposito di Mushiston, in Tagikistan); hocartite (per campioni provenienti dal deposito di Chat-Karagai, Russia); cassiterite, guanajuatite, laitakarite, nevskite, wolframite (per campioni trovati nel deposito Nevskoye, anch'esso in Russia); fluorite, ilvaite, jeanbandyite, pirrotite, quarzo e siderite (per campioni provenienti da Santa Eulalia, Messico).
La natanite è un minerale piuttosto raro ed è stato trovato solo in pochi siti sparsi per il mondo: la sua località tipo, il deposito di stagno "Trudovoe" (42.01667°N 79.06667°E) nella regione del lago Issyk-Kul in Kirghizistan e, sempre nel medesimo Stato, il deposito "Chat-Karagai" nella regione di Talas.
Altri luoghi sono: Panjakent (Tagikistan); il deposito di stagno-tungsteno "Nevskoe" nell'oblast' di Magadan, il deposito di stagno "Verkhnee" nel Primorskij rajon e nel deposito "Kester" nella Sacha, tutti in Russia; nel distretto minerario di Santa Eulalia nello Stato di Chihuahua (Messico); nella miniera "Siglo Veinte" nella provincia di Rafael Bustillo (Bolivia); nel deposito di litio " Londonderry" nella contea di Coolgardie (Australia).
In Europa i siti sono Calstock, Penzance e St Hilary in Cornovaglia (Inghilterra) e Haute-Vienne e Creuse in Francia.

## Forma in cui si presenta in natura
La natanite forma aggregati irregolari o massicci, con cristalli di dimensioni fino a 3 mm. La lucentezza è vitrea e il colore è marrone verdastro.